# Škarje
Škárje so ročno orodje, ki se uporablja za rezanje tankih materialov. Uporabljamo jih za rezanje npr. papirja, lepenke in kartona, kovinske folije, tanke plastike, hrane, sukna, vrvi in žic. Prav tako jih koristimo v telesni negi za striženje las in nohtov. V nekaterih primerih so škarje mnogo bolj prikladne od noža. Tak primer je izrezovanje časopisnega članka, fotografije ipd.
V nasprotju z nožem imajo škarje dve odvisni rezili. Večina tipov škarij ni izjemno ostra; pritisk dveh rezil je osnovna sila, ki reže material. Še manj ostre so otroške škarje, ki so poleg tega nemalokrat zaščitene s plastiko. Tipi škarij se lahko razlikujejo tudi npr. po tem, ali so dodatno prirejeni za levičarje oziroma desničarje.
V strojništvu se uporabljajo tudi strojne škarje za rezanje oziroma striženje pločevine.
Škarje imajo tudi nekatere živali, npr. ščipalci in raki.
Poznamo več vrst škarij:
- sadjarske škarje, ki se uporabljajo za obrezovanje dreves,
- škarje za trto - uporaba za obrezovanje trte,
- škarje za pločevino - za rezanje lahke pločevine,
- škarje za betonsko železo - uporaba na gradbiščih za ščipanje debela železa, ki se položi v beton,
- škarje za kable - uporabljajo se za ščipanje plastičnih kablov,
- škarje za pvc cevi - ščipanje plastičnih tulcev,
- škarje za veje - ščipanje manjših vej na drevesih
- škarje za živo mejo ali grmičke.